# Цифрова картографія

Цифровий картографічний сервіс OpenStreetMap

Цифрова́ картогра́фія — комп'ютерна картографія, що займається комп'ютерною обробкою картографічних даних. Цифрова картографія є не стільки самостійним розділом картографії, скільки її інструментом, обумовленим сучасним рівнем розвитку технології. Наприклад, не скасовуючи способів перерахунку координат при відображенні поверхні Землі на площині (вивчається таким фундаментальним розділом, як Математична картографія), цифрова картографія змінила способи візуалізації картографічних творів.

Так, якщо раніше авторський оригінал карти креслили тушшю, то на сьогоднішній момент він викреслюється на екрані монітора комп'ютера. Для цього використовують Автоматизовані картографічні системи (АКС), створені на базі спеціального класу програмного забезпечення (ПЗ). Наприклад, QGIS, gvSIG, ArcGIS, GeoMedia, Intergraph, Mapinfo та ін
При цьому не слід плутати АКС і Географічні інформаційні системи (ГІС), бо їх завдання різні. Однак, на практиці один і той же набір ПЗ є інтегрованим пакетом, який застосовують для побудови і АКС, та ГІС (яскраві приклади - ArcGIS, GeoMedia і MGE).

## Створення
Цифрові карти створюються такими способами або їх комбінацією (фактично способи збору просторової інформації):
- оцифровка (оцифровування) традиційних аналогових картографічних творів (наприклад, паперових карт);
- фотограмметрична обробка даних дистанційного зондування;
- польова зйомка (наприклад, геодезична тахеометрична зйомка або зйомка з використанням приладів систем глобального супутникового позиціонування);
- камеральна обробка даних польових зйомок і інші методи.